# Petalocephala nigrella
Petalocephala nigrella är en insektsart som beskrevs av Evans 1969. Petalocephala nigrella ingår i släktet Petalocephala och familjen dvärgstritar. Inga underarter finns listade i Catalogue of Life.